# إيسيل بروباك
إيسيل بروباك (بالإنجليزية: Essel Propack) هي شركة عالمية لتعبئة الأنابيب تمتلكها مجموعة بلاكستون ومقرها في مومباي. وهي شركة مصنعة للتغليف المتخصص للأنابيب البلاستيكية الرقائقية لمواد FMCG و Pharma.

## نبذة
في عام 2002، قامت إيسيل بروباك بتأسيس مصنع تصنيع بمساحة 60.000 قدم مربع، بقيمة 15 مليون دولار أمريكي في دانفيل، فيرجينيا، لتصنيع أنابيب معجون أسنان لسوق بروكتر آند جامبل في أمريكا الشمالية. في نفس العام، أنشأت الشركة مصنعها الرابع في الصين.  اعتبارًا من عام 2009، كان للشركة حصة سوقية عالمية تبلغ 33٪ في صناعة تعبئة أنبوب معجون الأسنان. في عام 2013، وظفت إيسيل بروباك أكثر من 2600 شخص، وشغلت 24 منشأة في 11 دولة، تبيع أكثر من ستة مليارات أنبوب كل عام وكانت أكبر شركة مصنعة للأنابيب البلاستيكية في العالم.